# In cerca di Bobby Fischer
In cerca di Bobby Fischer (Searching for Bobby Fischer), conosciuto anche con il titolo Sotto scacco, è un film del 1993 scritto e diretto da Steven Zaillian. Il film si basa sulla vita del giocatore di scacchi Joshua Waitzkin, interpretato da Max Pomeranc, tratto dal libro omonimo scritto dal padre di Joshua, Fred Waitzkin.

## Trama
La famiglia Waitzkin, una volta scoperto che il figlioletto di sette anni ha un innato talento per il gioco degli scacchi, decide di fargli prendere lezioni dall'istruttore Bruce Pandolfini, che paragona il talento del bambino a quello del campione statunitense Bobby Fischer.

## Controversie
Fischer citò il film sostenendo che era un modo per trarre profitto da lui e al tempo stesso macchiare la sua reputazione. La sua tesi era che il film aveva poco a che fare con il "vero" Fischer e che il produttore aveva usato la fama del campione americano per promuovere la pellicola senza ricompensarlo direttamente.

## Riconoscimenti
- 1993 - Tokyo International Film Festival
  - Premio speciale della giuria
- 1993 - Seminci
  - Premio Pilar Miró per il miglior nuovo regista
- 1994 - Camerimage
  - Rana di bronzo (Conrad L. Hall)